# Djelgala
Djelgala (en russe : Джелгала) était un village de Russie faisant partie du  district de Iagodninsky dans l'oblast de Magadan. La mine ainsi que le camp à l'origine du village furent créés le 19 mai 1941 au sein du Dalstroï. Le village a été fermé en 2004. Une déportation au camp de Djelgala équivalait pour beaucoup à une condamnation à mort.

## Personnalités liées à la commune
- Varlam Chalamov (1907—1982), écrivain soviétique, détenu dans le camp de Djelgala, auteur du recueil des Récits de la Kolyma.